# Parasemus obsoletus
Parasemus obsoletus is een keversoort uit de familie glanzende bloemkevers (Phalacridae). De wetenschappelijke naam van de soort werd in 1895 gepubliceerd door Thomas Blackburn.